# باشگاه فوتبال وکسفورد
باشگاه فوتبال وکسفورد یک باشگاه فوتبال ایرلندی است که در کراسابگ، شهرستان وکسفورد واقع شده‌است. آنها در لیگ دسته اول ایرلند به رقابت می‌پردازند. این باشگاه پس از دریافت مجوز لیگ برتر ایرلند از طریق لیگ دسته اول برای فصل ۲۰۰۷ به لیگ ایرلند پیوست و اضافه شد.

فرصت پیوستن به لیگ ایرلند با ورشکستگی دوبلین سیتی قبل از پایان فصل ۲۰۰۶ به وجود آمد و تعداد خیلی کم و نامناسبی از باشگاه‌ها بدون ورشکستگی باقی ماندند. فصل ۲۰۰۷ مصادف شد با تصاحب اداره لیگ توسط اتحادیه فوتبال ایرلند و همه باشگاه‌های موجود مجبور بودند برای ورود به لیگ جدید درخواست بدهند. لیمریک تنها باشگاه موجود بود که مجوز دریافت نکرد و بنابراین Wexford Youths و Limerick 37 در لیگ جدید پذیرفته شدند. این باشگاه رنگ‌های خود را بین مشکی ساده و صورتی و مشکی می داند. این باشگاه برای شروع فصل ۲۰۱۷ با کنار گذاشتن پسوند «جوانان» از عنوان خود و تغییر نشان باشگاه تغییر نام داد.

## ورزشگاه
بازی‌های خانگی باشگاه فوتبال وکسفورد در ورزشگاه Ferrycarrig Park انجام می‌شود. ظرفیت کنونی آن کمی بیش از ۶۰۰ نفر است، اما برنامه‌هایی برای افزایش این ظرفیت به بیش از ۲۰۰۰ نفر در نظر گرفته شده‌است.

## رکوردهای باشگاه فوتبال وکسفورد
- بزرگترین پیروزی خانگی: ۷–۰ مقابل کابینتی-  ۲۴ آوریل ۲۰۱۵و مقابل آتلون تاون-  ۲۰ آوریل ۲۰۱۸

- بزرگترین پیروزی خارج از خانه: ۱–۵ در مقابل کابینتی-  ۲۵ سپتامبر ۲۰۲۰

- بزرگترین شکست: ۰–۸ در مقابل تیم (UCD)- ۷ مه ۲۰۱۸ و ۰–۸ در مقابل تیم (UCD)- ۴ سپتامبر ۲۰۲۰

- بزرگترین حضور: ۳۰۰۰ در مقابل دری سیتی- فینال (EA Sports Cup)- ۷ سپتامبر ۲۰۰۸[۷]

- بزرگترین حضور در لیگ: ۲۱۰۰ در مقابل تیم (Cobh Ramblers)–   ۸ مارس ۲۰۰۷ [۸]

- بیشترین امتیاز در یک فصل: ۶۱ در سال  ۲۰۱۵

## افتخارات
- لیگ دسته اول ایرلند
  - قهرمان: ۲۰۱۵
- جام لیگ ایرلند
  - نایب قهرمان: ۲۰۰۸
- جام جوانان FAI
  - قهرمان: ۲۰۰۸، ۲۰۱۲